# Тышкевич, Антоний
 Анто́ний Доминик Тышке́вич (1692 — 31 января 1762) — религиозный и государственный деятель Великого княжества Литовского, духовный секретарь великий литовский (1736—1740), суфраган киевский (1739—1740), епископ жемайтский (1740—1762).

## Биография

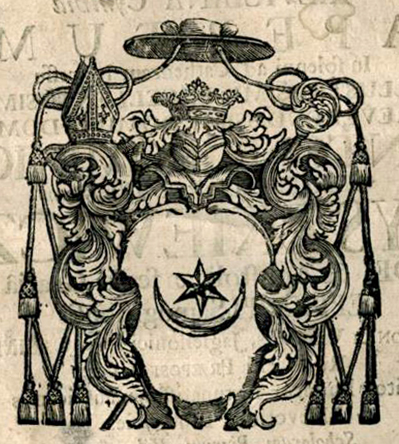
Герб епископа Антония Тышкевича, Jubileum Samogitiensis Eclesiae, XVIII век.

Представитель логойской линии литовского магнатского рода Тышкевичей герба «Лелива». Сын подстолия берестейского Эммануила Владислава Тышкевича-Логойского (? — 1704) и Софии Вянцлавской. Братья — хорунжий королевский Казимир, подстолий берестейский Теодор и хорунжий гусарский Михаил Ян.
Учился в Виленском университете, получил степень доктора философии. С 1725 года — виленский канцлер и каноник. В 1736 году получил должность секретаря великого литовского. В 1739 году Антоний Тышкевич был назначен киевским суфраганом. В сентябре 1740 года стал епископом жемайтским.
В 1744 году был награждён орденом Белого орла.